# Inna Ganschow
Inna Ganschow (* 1974 als Inna Walerjewna Jaschnikowa-Levandovitch) ist eine deutsche Wissenschaftlerin, Autorin und Journalistin russischer Herkunft.

## Leben
Ganschow studierte Journalismus an der Al-Farabi-Universität sowie Slavistik und Medienwissenschaft an der Universität Trier, wo sie 2012 mit der Arbeit zum Thema „Medien und Buddhismus in Viktor Pelevins Roman Buddhas kleiner Finger (Čapaev i Pustota): Gefangenschaft und Befreiung“ bei Henrieke Stahl promovierte. Sie unterrichtete Sprache, Literatur und Medien Russlands von 2008 bis 2014 an der Universität Trier und 2014 bis 2016 an der Universität des Saarlandes. Von 2018 bis 2021 leitete sie Seminare zu russisch-luxemburgischen Geschichtskreuzungen an der Universität Luxemburg.
Als Fernsehjournalistin begann sie in der Jugendredaktion des Fernsehsenders „Bajkonur“ in Kasachstan, wo sie als Moderatorin und Redakteurin des Jugendmagazins „Lestniza“ arbeitete. Seit 1999 ist sie freie Mitarbeiterin der ZDF-Redaktion Zeitgeschichte bei Guido Knopp, für welche sie Zeitzeugen- und Archivrecherchen in Russland durchführte (Stalingrad, „Die große Flucht“, „Die heißesten Momente des Kalten Krieges“, "Mensch Putin!", "Gefangen im Kreml – Die russischen First Ladies" u. v. a.).
Im Bereich der Printmedien schrieb sie 1997 bis 2014 für den Trierischen Volksfreund und ist seit 2015 als Korrespondentin des Luxemburger Wort für geschichtliche, kulturelle und interkulturelle Themen beschäftigt.
Als Autorin ist Ganschow in Luxemburg tätig. Ihr Schwerpunkt liegt auf der Erforschung der russischen Präsenz in Luxemburg im 20. Jahrhundert. Die erste lokalhistorische Veröffentlichung erschien 2014 in russischer Sprache. Seit 2017 ist sie am Zentrum für Zeitgeschichte und digitale Geschichtswissenschaften (Luxembourg Centre for Contemporary and Digital History / C2DH) an der Universität Luxemburg tätig, wo sie sich mit der Migration aus dem Russischen Reich und der Sowjetunion beschäftigt. Ein weiterer Schwerpunkt ihrer Forschung sind Luxemburger Zwangsrekrutierte in der sowjetischen Kriegsgefangenschaft von 1942 bis 1946.
2015 erschien ein Kinderbuch (auf Luxemburgisch und Russisch) mit Wintermärchen aus Russland.
2020 erschien ihre Monographie über die russische Migration nach Luxemburg im 20. und 21. Jahrhundert „100 Jahre Russen in Luxemburg. Geschichte einer atomisierten Diaspora“.
Das von 2021 bis 2024 von ihr geleitete und von der Luxemburger Regierung geförderte Projekt zur Erforschung der Geschichte der sowjetischen Ostarbeiterinnen und Kriegsgefangenen in Luxemburg im Zweiten Weltkrieg am Luxembourg Centre for Contemporary and Digital History (C2DH) war 2025 mit der Publikation der Monographie "'Keiner weinte, es gab keine Tränen mehr'. Ukrainische, russische und belarussische ZwangsarbeiterInnen in Luxemburg im Zweiten Weltkrieg aus transnationaler Sicht" abgeschlossen.
Seit Februar 2022 wird Ganschow von der luxemburgischen Presse als Expertin für die russische Diaspora in Luxemburg interviewt, um die Sicht der Russen im Ausland auf den Krieg in der Ukraine zu kommentieren, einschließlich am Runden Tisch mit dem früheren Premierminister Luxemburgs und dem EU-Kommissionspräsident Jean-Claude Juncker und dem Chef des Generalstabs der luxemburgischen Streitkräfte Steve Thull.
Aktuell ist sie am trilateralen Forschungsprojekt zum Aufnehmen von Kriegszeugnissen ukrainischer Flüchtlinge in Luxemburg eingestellt, das aus einer Dokumentationsinitiative mehrerer internationaler Wissenschaftler in der Ukraine, Polen, Schottland und Luxemburg entstanden ist. Außerdem engagierte sie sich ehrenamtlich bei MMS-Humanitas e.V. in Bitburg, wo sie als Dolmetscherin in den Bussen die Flüchtlinge von der ukrainisch-polnischen Grenze nach Deutschland begleitete und vor Ort betreute. Ganschow initiierte gemeinsam mit ihren Hochschulkollegen LURN, Luxembourg Ukrainian Researcher Network, um die nach Luxemburg geflohenen ukrainischen Wissenschaftler und Wissenschaftlerinnen untereinander und mit den Forschern vor Ort zu vernetzen und nachhaltige Verbindungen für die zukünftige Zusammenarbeit zu schaffen.